# Borknagar (álbum)
Borknagar es el álbum debut de la banda Noruega Borknagar. Es su único disco con letras en Noruego, así como álbum completamente Black metal/Viking Metal, y que gracias a este álbum, más tarde la banda pasaría a un estilo de Black Metal melódico y progresivo. También es el único álbum dónde toca Infernus, el álbum fue grabado en el Grieg Hall dónde muchas otras bandas de Black metal han grabado sus discos (como Gorgoroth, Burzum, Mayhem, Emperor). El álbum fue grabado por la discografía Malicious Records el 9 de febrero de 1996 y con Pytten como productor e ingeniero de sonido, más tarde el álbum fue reeditado por Century Black.

## Lista de canciones
Todas las canciones por Øystein G. Brun excepto la 2 y la 10.
1. "Vintervredets Sjelesagn" (Soul Tale of Winter Wrath)  – 6:44
2. "Tanker Mot Tind (Kvelding)" (Thoughts Towards the Peak (Dusk))  (Ivar Bjørnson) – 3:29
3. "Svartskogs Gilde" (Black Forest's Feast)  – 5:52
4. "Ved Steingard" (By the Stone Wall)  – 2:14
5. "Krigsstev" (War Song)  – 2:03
6. "Dauden" (Death)  – 5:49
7. "Grimskalle Trell" (Grim Skull Slave)  – 5:38
8. "Nord Naagauk" (Northern Cuckoo)  – 3:07
9. "Fandens Allheim" (The Devil's Universe)  – 6:19
10. "Tanker Mot Tind (Gryning)" (Thoughts Towards the Peak (Dawn))  (Ivar Bjørnson) – 2:57

## Créditos
- Øystein G. Brun – Guitarras
- Garm – Voces
- Grim – Batería
- Ivar Bjørnson – Teclados
- Infernus – Bajo

- Datos: Q1755782